# Dobrik István
Dobrik István (Szikszó, 1948. augusztus 19. –) magyar művészettörténész, muzeológus, egyetemi oktató, Miskolc város díszpolgára.

## Élete, munkássága
1948-ban, Szikszón született. 1966-ban az Ózdi József Attila Gimnáziumban érettségizett, majd 1971-ben az egri Ho Si Minh Tanárképző Főiskolán szerzett biológia-rajz szakos tanári oklevelet. 1977-ben a Képzőművészeti Főiskolán művészeti rajz, művészettörténet és ábrázoló geometria szakos középiskolai tanárként államvizsgázott. 1978-ban elnyerte a Magyar Fotóművészek Szövetségének szakírói ösztöndíját. 1984-ben az Eötvös Lóránd Tudományegyetemen új- és legújabbkori művészettörténetből szerzett bölcsészdoktori tudományos fokozatot. 1985 és 1988 között elvégezte a Színház- és Filmművészeti Főiskola színházelméleti szakát. 1988-tól a Művészeti Alap és a Magyar Képző- és Iparművészek Szövetségének tagja. A Sárospataki Népfőiskolai Egyesület alapító tagja (1989), a Sárospataki Népfőiskola tanára.
Miskolcon eleinte kollégiumi nevelőtanárként dolgozott, emellett rajzot és művészettörténetet tanított a szikszói Szepsi Csombor Márton Gimnáziumban. Szikszón kiállításokat szervezett, létrehozta a Szikszói Kisgalériát. 1976-ban a miskolci Herman Ottó Múzeum munkatársa lett. Néhány évig a Miskolci Képtár vezetését kapta feladatként, majd a Képzőművészeti Osztály művészettörténész-muzeológusaként dolgozott, s rangos kiállításokat rendezett. Ezt követően öt évig a művelődésirányításban dolgozott. Számos kiállítást rendezett és nyitott a megyében és az ország más tájain is.
1987-től négy éven keresztül volt a sárospataki Comenius Tanítóképző Főiskola Művészeti Nevelés Tanszék tanszékvezetője, emellett a Sárospataki Képtár vezetője. 1992–1994 között a Fókusz című művelődési és közoktatási lap szerkesztője. 1991-1993 között a megyei önkormányzat művészeti szakreferenseként dolgozott.
1993-tól nyugállományba vonulásáig, 2008-ig a Miskolci Galéria igazgatója volt, nyugdíjazása óta címzetes igazgató. 1993 és 2005 között művészettörténetet, művészeti muzeológiát, vizuális antropológiai tárgyakat tanított a Miskolci Egyetemen. Az 1995-ben létrehozott Szépmesterségek Alapítvány kuratóriumának volt elnöke. 1999-től a Nemzeti Kulturális Örökség Minisztériumának szakértője, 2002 és 2005 között az Új Holnap folyóirat főszerkesztője. 2000 februárjában hat alapító taggal létrehozták a Széchenyi Irodalmi és Művészeti Akadémia Miskolci Területi Csoportját. A Múzsák Kertje Alapítvány alapítója. 

## Főbb művei
- Képzőművészet és fotográfia 1864-1889. Fotóművészet. 22. évf. 1979. 4. sz.
- Fotó-grafika / grafika-fotó. H.O.M. évkönyve 20., Miskolc, 1981.
- Miskolc és magyar grafika, 1955-1961. H.O.M. Közleményei 20., Miskolc, 1982.
- Lenkey Zoltán. Borsodi Művelődés, 8. évf. 1983. 1. sz.
- Szabó István kiállítása. FOTÓ, 30. évf. 1983. 2. sz.
- Pető János képei. Borsodi Művelődés, 9. évf. 1984. 3. sz.
- Mokry Mészáros Dezső. H.O.M., Miskolc, 1985.
- Az amatőr képzőművészeti mozgalom helyzete Borsod-Abaúj-Zemplén megyében. Művészetszociológiai vizsgálat. Országos Közművelődési Központ, Budapest, 1987.
- Képzőművészek, iparművészek és fotóművészek Borsod-Abaúj-Zemplén megyében. Megyei Közművelődési Módszertani Központ, Miskolc, 1987.
- Fejezetek a sátoraljaújhelyi színház történetéből (1810-1920). Szakdolgozat a Színház- és Filmművészeti Főiskolán Színháztörténeti adattár. Budapest, 1988.
- A tehetség minisztériuma. Végvári Lajos Szalay Lajos c. könyvéről. 1991. HOLNAP, II. évf. 2. sz.
- Lázadó ambivalencia. Drozsnyik István kiállítása az Ernst Múzeumban. 1991. HOLNAP, II. évf. 12. sz.
- Miskolci képzőművészet a 20 század második felében. Miskolc a Millecentenárium évében. Megyei Levéltár, 1996.
- Számvetés. A Miskolci Galéria. Magyar Múzeumok, 1998/2., Nyár.
- World treasure. Gallery Miskolc. Graphic Arts the Gallery of Miskolc: an historical perspective (Bán Andrással közösen). Grapheion, 1/99. Prága 1999.
- Bátor Tibkó (Urbán Tiborról). Új Holnap, 1999/2.
- Kondor Bélára emlékezünk. Új Holnap, 2001/1.
- A rézkarcoló nemzedék. Új Holnap, 2001/4.
- A magány mítosza és valósága (Tellinger István művészete). Ezredvég, XVI. évf. 4.sz.
- „Nem akarok sem tagadni, sem vallani semmit” (Szalay Lajos: Júdás) Ezredvég, XVI. évf. 6-7 sz.
- Feledy Gyula. Szépmesterségek Alapítvány – Miskolci Galéria. 2008.
- Kalló László festőművész. Officina Musei 20., Miskolc, 2009.
- Általuk híres e város... Szépmesterségek Alapítvány – Miskolci Galéria, 2009.
- Végvári Lajos (szerk. Kákóczki Andrással közösen). Miskolci Galéria, 2010.
- Miskolci Galéria (szerk.). Miskolc, 2011.

## Díjai, elismerései
- Kiváló Népművelő (1989)
- Pro Urbe díj (2001)
- Széchenyi Ferenc-díj (2006)
- Megyei Príma-díj (2006)
- Miskolc Város Díszpolgára (2008)
- Miskolc Múzsa Díja (2017)